# Onthophagus pallens
Onthophagus pallens là một loài bọ cánh cứng trong họ Bọ hung (Scarabaeidae).